# Jeet Kune Do
(da jeet kune do il libro segreto di Bruce Lee)

Emblema del JKD. I caratteri cinesi intorno al Taijitu sono traducibili in: "Nessuna via come via, nessun limite come limite" (inglese: Using no way as way, having no limitation as limitation").

Il Jeet Kune Do (截拳道), abbreviato in JKD, è un'arte marziale basata sull'applicazione di principi non tradizionali, basati sul combattimento "essenziale" fondata dal celebre shifu Bruce Lee negli anni sessanta. In cantonese Jeet significa "intercettare" e Kune "pugno", mentre dal giapponese Do significa "via"; Jeet Kune Do significa, quindi, "la via del colpo intercettore".

## Il Jeet Kune Do di Bruce Lee
Il libro “Jeet Kune do” era un progetto di Bruce Lee, realizzato in seguito da sua moglie Linda. È una raccolta di tutti i suoi scritti che elaborò maggiormente in un periodo di grande difficoltà della sua vita, un incidente alla schiena nel 1970 che lo costrinse a letto per sei mesi. Il suo corpo era immobilizzato ma la sua mente rimase in continuo movimento affinando la sua arte. Lo scopo del suo lavoro non era quello di insegnare arti marziali tramite un libro ma quello di far conoscere un’arte derivata da molto studio e molto lavoro. La lettura del libro auspica all’arrivo di una conoscenza profonda di Bruce, ma soprattutto ad una conoscenza profonda di sé stessi, come sottolinea la moglie Linda nell’introduzione del libro. È dunque un percorso di consapevolezza di sé.
L’innovazione del pensiero di Bruce Lee sta nel mettere a confronto le arti marziali con la filosofia. Per praticare una buona arte marziale non è di fondamentale importanza la forza e il fisico ma è vincente in un combattimento chi sa comprendere la natura dell’altro che si ha di fronte.
L’importanza del pensiero di Bruce Lee sta nella fluidità del pensiero e del movimento, non bisogna rimanere rigidi e chiusi dentro ad uno schema ma sapersi adattare alla situazione perché ogni situazione è diversa. Ciò comporta una profonda spiritualità interiore, una grande forza di concentrazione e di controllo che Bruce aveva.

## Origine
Il suo fondatore, Bruce Lee, nel 1953 all'età di 13 anni iniziò a praticare il Wing Chun dal maestro Yip Man, rivelandosi particolarmente dotato nelle arti marziali.
Quando nel '59 si trasferì a San Francisco, Lee prese a interessarsi anche ad altre arti marziali oltre al Wing Chun. Lesse numerosi libri e studiò diversi modi di combattere, focalizzando il proprio interesse soprattutto sul pugilato. Andando controcorrente, Lee preferì, quindi, appoggiarsi anche alle arti marziali occidentali, nonostante provenisse da un insegnamento orientale. Avendo imparato uno stile di combattimento che sfruttava i colpi da breve o brevissima distanza, Lee risultava evidentemente impreparato nel combattimento a lunga e media distanza e, poiché il Wing Chun non prevede combattimenti a lunga distanza, si sarebbe trovato spiazzato contro un avversario che combattesse in tale modo: di conseguenza approfondì anche quest'ambito del combattimento. Pensava che un buon artista marziale dovesse essere completo: era, quindi, indispensabile saper tirare calci da lontano e da vicino, pugni alti e bassi. Cominciò ad allenarsi modificando il wing chun classico che aveva appreso: apportò modifiche alla posizione di guardia, ad alcuni angoli e aggiunse anche una distanza lunga di tecniche di calci che derivava da studi sugli stili di kung fu del nord. Lee approfondì anche le sue conoscenze scientifiche: chinesiologia, fisiologia, dietistica, ecc.
Alcune arti marziali sono molto popolari perché sono belle da vedere, caratterizzate da tecniche fluenti, scorrevoli. Ma attenzione! Sono come un vino che è stato annacquato. E il vino annacquato non è vero vino, non è un vino buono, un prodotto genuino. Altre fanno meno figura, però - come sai - hanno un non-so-che, un tocco di autenticità, il sapore della genuinità. Sono come le olive. Il loro sapore può essere aspro, dolce-amaro. Ma l'aroma persiste. E impari ad apprezzarle. Mentre nessuno ha mai apprezzato un vino annacquato.»
(da Jeet kune do. Il libro segreto di Bruce Lee)
Le origini di quello che Bruce Lee chiamava jeet kune do si hanno nel 1965, quando il campione di arti marziali gestiva una palestra a Oakland. Allenandosi con James Lee, Bruce continuò a modificare il wing chun fino a renderlo differente e denominandolo successivamente Jun Fan Gung Fu, il kung fu di Jun Fan (Jun Fan perché da piccolo i genitori gli hanno dato diversi soprannomi [jun fan, xiao long, xiao lao ecc.], pensando che ciò lo potesse salvare dalla "maledizione" della loro famiglia: è per questo motivo che Bruce Lee all'anagrafe è registrato con un nome femminile), un'arte ancora molto simile al wing chun. Lo scontro tra Bruce Lee e Wong Jack-man si rivelò un punto di svolta per lo sviluppo del Jeet Kune Do. Lee concluse dal combattimento che la stretta aderenza al sistema di forme del Wing Chun classico era limitativa in situazioni di combattimento reale. Egli decise quindi di studiare altre arti marziali, vale a dire judo, ju jitsu, karate, taekwondo, savate, muay thai, aikido, silat, tai chi, panantukan, svariati stili di kung fu; addirittura, prese in considerazione la scherma occidentale, assorbendo ciò che risultava utile e scartando ciò che non era necessario. Il termine ufficiale fu scelto da Lee nel 1967 dopo un'intensa sessione di allenamento con Dan Inosanto.
Il continuo processo di evoluzione del JKD culminò quando nel 1970, costretto a letto a seguito di un incidente, Lee avviò un'intensa attività di elaborazione filosofica e metodologica.
Di conseguenza, si completò la sua filosofia/metodo di stile senza stile, nessun metodo come metodo.
(da "Liberate Yourself From Classical Karate")

## Descrizione
Il JKD è un'arte, scienza e filosofia del combattimento ideata da Bruce Lee attraverso un processo di semplificazione, modificazione e aggiornamento di tecniche e principi combattivi appartenenti sia alle arti marziali orientali che agli sport da combattimento occidentali.
Il JKD promuove il concetto di semplicità, efficacia ed economia delle energie ed esclude la distinzione in scuole e stili.
Inoltre, accoglie al suo interno alcuni principi filosofici del Taoismo, Buddhismo Zen, del Maestro indiano Krishnamurti e del Pragmatismo.
Per quanto riguarda il bagaglio tecnico-tattico, Lee analizzò molti sistemi di combattimento tra i quali Judo, Ju Jitsu, Karate, Taekwondo, Kendō, Muay Thai, Aikidō, Silat, Tai Chi, Panantukan e svariati stili di kung fu, ma le arti marziali e gli sport da combattimento che ispirarono maggiormente Bruce Lee nel processo di sintesi e intuizione del JKD sono il Pugilato e la Scherma (il riferimento a queste discipline è costante nelle migliaia di pagine di scritti di Bruce Lee, laddove gli altri metodi vengono esauriti in poche righe, in cui si limita ad elencarne punti deboli e punti forti), e in minor misura il Wing Chun ed alcune tecniche di gamba appartenenti agli stili di Kung Fu della Cina del Nord e alla Savate francese.
Di notevole supporto per Lee fu lo studio delle teorie e metodologie dell'allenamento, nonché della fisiologia e biomeccanica del corpo umano, in quanto influirono positivamente nell'elaborazione del JKD tanto quanto l'analisi dei vari stili di combattimento.
Ogni tecnica del Jeet Kune Do è stata sviluppata dal suo stesso creatore: Bruce Lee. Il principio dell'economia della linea diretta e di combattimento ridotto all'essenziale, nonché gli esercizi per lo sviluppo dell'equilibrio e della sensibilità (chi-sao), vengono direttamente dal Wing Chun. La posizione, il footwork, e altre strategie di movimento del JKD vengono assorbite dalla scherma. Anche il principio di base del JKD di intercettare l'avversario, infatti, è un atteggiamento tipico della scherma. Ed è proprio questo principio che dà il nome al Jeet Kune Do. Secondo Aldo Nadi e Julio Martinez Castello, due schermidori citati ampiamente negli scritti di Lee, l'idea centrale della scherma è poter sistemare il proprio avversario in modo da poterlo intercettare e colpirlo in un suo punto debole. Per i movimenti e la generazione massima di forza, Lee s'ispirò a pugili come Dempsey, Haislet, Driscoll. Anche costoro sono stati ampiamente citati negli scritti di Lee. Il jab verticale del JKD, il corretto allineamento, il modo di colpire un corpo, la rotazione del bacino e altre tecniche ancora derivano tutte dal pugilato. Sembra inoltre che abbia visto e rivisto moltissimi incontri di Muhammad Ali e Joe Louis, in quanto stimava entrambi i loro stili pugilistici. Le tecniche di gamba sono sempre ispirate dai principi del pugilato e della scherma occidentale e in minor misura dalla Savate francese e dagli stili di kung fu della Cina del nord.

A differenza degli stili orientali, da cui proveniva Lee, nel Jeet Kune Do si riscontra la totale assenza di kata. Secondo Lee, infatti, gli insegnamenti proposti dai kata non potevano risultare efficaci nei combattimenti reali. A proposito degli insegnamenti delle arti marziali classiche, Lee sosteneva che:
(da Manuale pratico del Jeet Kune Do)
Nonostante abbia avuto forti influenze dalla scherma e dal pugilato, mantenendo anche alcune tecniche ed esercizi provenienti dal Wing Chun e dagli altri stili cinesi, è importante precisare che il JKD non è pugilato, non è scherma e non è wing chun. Ogni singola tecnica è stata oggetto di analisi scientifiche, è stata modificata e adattata per funzionare in situazioni reali di combattimento. Va quindi specificato che il JKD non va considerata un'arte marziale ibrida, non è un miscuglio di arti marziali e non va neanche confuso con il Jun Fan Gung Fu , ovvero ciò che Bruce Lee praticava prima di elaborare il Jkd. Il Jeet kune Do non va quindi considerato come un Wing Chun modificato né tanto meno come il precursore delle moderne Arti Marziali Miste.
Bruce Lee riteneva importante conoscere le caratteristiche dei vari sistemi in quanto adattarsi a tutti i metodi significava poter affrontare combattenti esperti in discipline diverse , adattandosi comunque al loro modo di combattere senza che essi potessero portarlo, combattivamente parlando, nel campo e nella distanza a loro congeniale o comunque ad attuare tecniche e strategie vincenti. Bruce Lee sviluppò il Jeet Kune Do, con l'essenzialità del suo approccio tecnico e dei suoi principi, proprio per non avere bisogno d'altro.
D'altronde, come egli disse:
«Il miglior combattente non è un pugile, un karateka o un judoka. Il miglior combattente è qualcuno che si può adattare a qualsiasi stile di combattimento».
È importante sottolineare che il processo di analisi dei vari stili combattimento è una fase prettamente precedente al 1967. Una volta costituito il Jeet Kune Do , Bruce Lee, anche se continuò ad affinare la sua arte al fine di renderla sempre più efficace, migliorando anche l'adattamento alle altre arti marziali, non infranse né diluì i principi cardine del suo jeet kune do, come la semplicità, non telegraficità ed economia dei movimenti, azione diretta e non classica, lato più forte avanti con uso predominante del braccio e della gamba avanzata, arma più lunga verso il bersaglio più vicino e singola scelta di reazione. C'è da dire inoltre che il Jeet Kune Do,pur essendo un'arte marziale che tratta tutte le distanze di combattimento , è un’arte principalmente offensiva basata sull'attacco e sul contrattacco, che mette al primo posto il principio di intercettazione.

### Principi pratici
Bruce Lee lasciò una grande quantità di consigli, studi, scritti, appunti personali e pubblici riguardo al JKD.
1. Rigorosa economia strutturale nell'attacco e nella difesa (attacco: arti avanzati vivi/difesa: mani che trafiggono).
2. Armi versatili, calci e pugni sferrati "con arte senza arte", senza attenersi ai metodi, per evitare parzializzazione
3. Ritmo spezzato, mezzo ritmo e ritmo intero o ritmo di trequarti (ritmo del JKD nell'attacco e nel contrattacco) le 5 vie di attacco estrapolate da scherma e boxe
4. Allenamento coi pesi, allenamento scientifico supplementare e messa a punto completa
5. Movimenti diretti, il "movimento diretto del JKD" in attacchi e contrattacchi sferrati dalla posizione in cui si è (senza modificarla)
6. Tronco mobile e lavoro di gambe disinvolto
7. Materia morbida e tattiche di attacco imprevedibili
8. Corpo a corpo spietato:
  1. abbattimento con astuzia
  2. atterramento
  3. presa stretta
  4. immobilizzazione
9. Irrobustimento dell'intero organismo (allenamento totale e allenamento mediante contatto, su bersagli mobili)
10. "Armi" potenti rese aguzze dal continuo "affilamento"
11. Espressione individuale e non produzione di massa, vitalità e non morta applicazione di regole classiche (comunicazione vera)
12. Oltre ai movimenti fisici, cura la "continuità dell'io che si esprime"
13. Totalità, non frammentarietà strutturale
14. Rilassamento e insieme potente penetrazione. Ma un rilassamento ricco di elasticità, di scatto, non un corpo fisicamente rilassato. E versatilità mentale (interiore)
15. Flusso ininterrotto (movimenti rettilinei e curvi, in alto e in basso, verso destra e verso sinistra, passi laterali, oscillazione verticale e circolare del busto, movimenti circolari con le mani)
16. Atteggiamento ben bilanciato durante il movimento, costantemente. Continuità fra massima tensione e massimo rilassamento.»

(da Jeet Kune Do. Il libro segreto di Bruce Lee"")

### Scuole di JKD
Molte scuole di JKD nacquero a seguito della morte del suo creatore, nonostante egli avesse detto ai suoi discepoli in USA di cessare di insegnare dato che non voleva la commercializzazione della sua arte. Ma dopo la sua prematura morte alcune scuole furono originate direttamente dai suoi allievi, altre di seconda generazione, diverse senza nessun legame e infine, altre che usano il nome JKD solo per pubblicizzare il proprio stile.
Le due principali scuole in quest'ambito sono: Jeet Kune Do Original - Jeet Kune Do Concepts. Nessuna delle due aveva però l'imprimatur di Lee essendo sorte dopo la sua scomparsa.
Nel Jeet Kune Do Original o Jun Fan Jeet Kune Do si studia solo ciò che Bruce Lee aveva elaborato ed insegnato tra il 1967 e il 1973 cercando di tramandarlo il più fedelmente possibile. Tra gli allievi di prima generazione atti a preservare e diffondere l'originale arte del jeet kune do vanno inclusi Ted Wong, Daniel Lee, Bob Breemer, Jerry Poteet, Steve Golden.
Nel Jeet Kune Do Concepts si analizza in " chiave jkd " le altre arti marziali , assorbendone tecniche e principi utili in termini di efficacia, integrandole eventualmente al bagaglio tecnico del jun fan gung fu e jeet kune do original. Gli allievi di prima generazione che si sono orientati verso questa visione del JKD sono Dan Inosanto, Richard Bustillo e Larry Hartsell.
Ci sono poi gli allievi della scuola di Seattle che appresero solo la versione modificata dello stile Wing chun con elementi di altri stili cinesi, solitamente chiamato Jun Fan Gung Fu, e fra questi spiccano Jesse Glover e Taky Kimura.
Nella scuola di Oakland, Bruce Lee introdusse elementi di Boxe occidentale. È in questo periodo storico che vi è il passaggio definitivo da un allenamento improntato sul Kung fu, il cui nucleo era costituito dal Wing Chun, al Jeet Kune Do. Solitamente ci si riferisce a quest'arte sempre col nome di Jun Fan Gung fu, ma alcuni allievi preferiscono definire questo approccio combattivo col nome Oakland Jeet Kune Do, per via dell'introduzione di principi e tecniche che hanno in seguito portato alla nascita del Jeet Kune Do a Los Angeles. Tuttavia questo nome non sarebbe corretto perché tale pratica trascura altri principi importantissimi nell'era di Los Angeles e ancora ingloba principi e strutture tipiche del Jun Fan Gung Fu. L'allievo più importante della scuola di Oakland era l'assistente istruttore James Yimm Lee.

## Bruce Lee Foundation
La più famosa corporazione atta a preservare e a diffondere l'arte originale di Bruce Lee è la Bruce Lee Foundation, creata dagli stessi familiari di Lee e di cui fanno parte anche alcuni allievi diretti di sifu Lee, come Ted Wong e Taky Kimura. La BLF possiede i diritti sul marchio del JKD e organizza la sua corretta diffusione. La BLF rilascia il proprio marchio solo a chi insegna l'arte ufficiale di Lee, il Jun Fan JKD. Chi ne è sprovvisto, insegna un'arte marziale che la BLF non riconosce come Jeet Kune Do, quindi frutto di proprie manipolazioni e non degli insegnamenti del maestro Lee.

### Perché Jun Fan JKD?
Per evitare che il JKD originale fosse confuso con quello insegnato da altri, cioè dei propri adattamenti liberi su ciò che aveva insegnato Lee, dal 2004 la BLF ha posto prima del nome Jeet Kune Do il nome Jun Fan(in cinese "colui che apporta sviluppo alla propria nazione"), uno dei nomi con i quali i genitori di Bruce erano solito chiamare quest'ultimo;così, ora, il nome ufficiale dell'arte marziale di Bruce Lee è Jun Fan Jeet Kune Do, letteralmente: il Jeet Kune Do di "colui che apporta sviluppo alla propria nazione" .

## Critica al Jun Fan Jeet Kune Do come stile e metodo
Una sempre più folta schiera di appassionati di JKD decide di interpretare il JKD come concepito nella fase finale della vita di Bruce e prende una posizione critica nei confronti delle scuole di JKD.
Questa critica nasce dalle numerose affermazioni di Bruce e, secondo i critici, dalla stessa natura del JKD:
(da "Liberate Yourself From Classical Karate")
(da "Jeet Kune Do. Il libro segreto di Bruce Lee")
(da "Il Tao del Dragone")
Il JKD è oggi visto da molti come un percorso marziale, una filosofia volta a rendere completo l'approccio alle arti marziali e alla vita.
Non sono pochi quindi coloro che praticano un determinato stile e affermano di praticare anche JKD.

## Critica al Jeet Kune Do Concepts
Secondo i sostenitori del Jun Fan JKD, i praticanti del JKD concepts tendono ad avere una propria evoluzione e quindi uno stile personale che non può essere più etichettato come JKD. Oltre al fatto che l'accumulo di tecniche rende il JKD meno semplice e meno essenziale, secondo le affermazioni dello stesso Bruce:
(da "Jeet kune do. Il libro segreto di Bruce Lee")
(da "Liberate Yourself From Classical Karate")
La difficoltà principale nel considerare la maggior parte dei sistemi di combattimento che affermano di ispirarsi ai concetti di JKD ( jeet kune do concepts ) in linea con il "jeet kune do arte marziale" sta proprio nel fatto che gli istruttori che praticano tali sistemi non rispettano alcuni dei principi fondamentali facenti parte del JKD stesso , ad esempio:
- " semplicità, non telegraficità ed economia dei movimenti, azione diretta e non classica, lato più forte avanti con uso predominante del braccio e della gamba avanzata, arma più lunga verso il bersaglio più vicino e singola scelta di reazione. il Jeet Kune Do è un'arte principalmente offensiva basata sull'attacco e sul contrattacco che mette al primo posto il principio di intercettazione " .
Appare quindi difficile analizzare in chiave jkd alcune arti marziali aventi principi cardine esattamente antitetici a quelli riportati sopra. Inevitabilmente una delle due nature andrebbe completamente "corrotta " o "intaccata", rendendo quindi il jeet kune do "arte marziale" assai differente dai vari "jkd concepts", i quali concetti il più delle volte portano all'elaborazione di sistemi di combattimento ibridi o a vere e proprie "Arti Marziali Miste da strada".
Il primo marzialista a coniare il termine "JKD Concepts" è stato Dan Inosanto, tuttavia sono stati alcuni tra i suoi più importanti allievi a incoraggiare l'uso di questo termine in contrasto col jun fan/jeet kune do, tra i quali Paul Vunak, i Dog Brothers , Burton Richardson e altri ancora. I loro sistemi di combattimento, infatti, ben riflettono la loro natura ibrida, nata dalla miscela di tecniche appartenenti a varie arti marziali (Kali, Silat,Jun Fan Gung Fu, Muay Thai, Brazilian Ju Jitsu..).

## L'eredità del Piccolo Drago
Bruce Lee rilasciò ai suoi studenti tre diversi certificati.
Su un certificato si legge “Jun Fan Gung Fu Institute”, su uno “Bruce Lee's Tao of Chinese Gung Fu” (in alcuni caso semplicemente "Bruce Lee' Tao of Gung Fu") e su un altro “Bruce Lee' s Jeet Kune Do”. Il certificato “Jun Fan Gung Fu” fu rilasciato nelle scuole di Lee. Chi frequentava i corsi al Jun Fan Gung Fu Institute, poteva conseguire questo certificato. Gli altri due certificati “Bruce Lee's Tao of Gung Fu” e “ Bruce Lee' s Jeet Kune Do” sono stati distribuiti principalmente agli studenti privati che lo hanno seguito nelle ultime fasi dello sviluppo della sua arte marziale. Oltre a questa differenza esiste anche una spiegazione cronologica. Il certificato “Jeet Kune Do” fu l'ultimo ad essere donato da Lee in termini di tempo. È, inoltre, molto meno diffuso rispetto agli altri.
Bruce Lee certificò personalmente sette allievi : Taky Kimura, James Yimm Lee, Dan Inosanto, Ted Wong, Peter Chin, George Lee, Steve McQueen e Stirling Silliphant. Tra essi solo i primi 3 ebbero formalmente il permesso di insegnare il programma didattico sviluppato da Bruce Lee. 
Taky Kimura venne certificato nel Jun Fan Gung fu, dove ottenne il 5º grado tecnico, e nel Bruce Lee's Tao of Chinese Gung Fu, dove ottenne il 4º grado. James Yimm Lee venne certificato istruttore nel Jun Fan Gung Fu, dove ottenne il 3º grado tecnico. Dan Inosanto fu uno dei due allievi ad essere certificato sia nel Jeet Kune Do che nel Jun fan Gung fu e nel Tao of Chinese Gung Fu . Ottenne il 3º grado tecnico in tutte e 3 le discipline. Ted Wong è stato allievo diretto e sparring partner di Bruce Lee. Dopo poche lezioni effettuate nella scuola di Los Angeles nel 1966 , nel 67 Lee lo scelse come suo studente privato per collaudare tecniche e strategie di combattimento. Le Agende personali di Lee testimoniano che i due si incontrarono in almeno 122 occasioni tra il 67 e il 71. Ted Wong ha ricevuto il certificato nel Jeet Kune Do, nel Bruce Lee's Tao of Gung Fu e nel Jun Fan Gung Fu, direttamente da Bruce Lee, ottenendo il 2º grado tecnico. Peter Chin fu allievo privato di Bruce Lee e ottenne il 1º grado tecnico nel Jeet Kune Do, così come Stirling Silliphant. Steve McQueen, anch' egli allievo privato nonché grande amico di B.Lee, ottenne il 1º grado tecnico nel Tao of Chinese Gung Fu. George Lee, allievo di Bruce Lee della palestra di Oakland, ottenne il 2º grado tecnico nel Bruce Lee's Tao of Gung Fu.
Bob Bremer frequentò assiduamente le lezioni alla scuola di Los Angeles sotto la direzione dello stesso Lee. Fece anche parte insieme a Jerry Poteet, Steve Golden, Pete Jacobs e Daniel Lee di un gruppo chiuso di studenti privati e in seguito continuò a praticare sotto la guida di Dan Inosanto, venendo certificato Istruttore. Insieme agli amici e compagni di allenamento Tim Tackett e Jim Sewell fondò il Wednesday Night Group, attualmente ancora in attività. Jerry Poteet apprese il JKD direttamente da Bruce Lee e fu il secondo allievo tesserato della scuola di Los Angeles. Oltre alla normali lezioni in palestra, Jerry venne selezionato a far parte di un gruppo chiuso di 5 studenti, che Lee addestrava privatamente. Venne introdotto ai vari aspetti dell'arte di Bruce Lee, tra cui il Wing Chun modificato, i 5 metodi di attacco e altro ancora. Dopo la morte del Piccolo Drago, continuò lo studio del JKD direttamente sotto la guida di Inosanto, che lo certificò Istruttore. Jesse Glover fu il primo studente di Lee e il suo primo assistente istruttore non certificato. 
Conobbe Bruce nel 1959 e praticò con lui fino al 1962. È in questi anni che Bruce Lee passò dal Wing chun tradizionale ad un suo approccio non classico, per poi inserire anche elementi di altri stili cinesi, comprese le tecniche di gamba degli stili di kung fu del Nord Cina per poter sopperire a quelli che considerava i limiti del wing chun, il tutto sempre con un approccio non ortodosso per quei tempi (Jun Fan Gung Fu ; Bruce Lee' Tao of Chinese Gung fu). Jesse prese questa idea di non classicità, mantenne la struttura del wing chun e cominciò ad insegnare, con il permesso di Bruce Lee, il suo personale metodo di combattimento, che chiamò Non Classical Gung Fu. Bruce Lee chiese espressamente sia a lui che a Jemes Demile di non usare i termini Wing Chun, per rispetto verso Yip Man, e Jun Fan, visto che a quei tempi egli si stava ulteriormente distaccando da ciò che precedentemente aveva insegnato a Jesse. Anche James Demile, uno dei suoi primi studenti, dopo aver praticato con Bruce per qualche tempo, ideò un sistema di arti marziali e difesa personale che chiamò Wing Chun Do (letteralmente "la via dell'eterna primavera", termine coniato e registrato qualche anno dopo la morte di Lee). Anche questo sistema trae la sua origine dai principi del wing chun.

### Video
- Bruce Lee's fighting method: Basic training & self defense techniques di Ted Wong & Richard Bustillo.